# Південний захід штату Піауї (мезорегіон)
Південний захід штату Піауї (порт. Mesorregião do Sudoeste Piauiense) — адміністративно-статистичний мезорегіон в Бразилії, входить в штат Піауї. Населення становить 492 тисячі чоловік на 2006 рік. Площа — 128 193,044 км². Густота населення — 3,8 чол./км².

## Склад мезорегіону
В мезорегіон входять шість мікрорегіонів:
1. Алту-Медіу-Гургея
2. Алту-Парнаїба-Піауіенсі
3. Бертолінія
4. Сан-Раймунду-Нонату
5. Флоріану
6. Шападас-ду-Естрему-Сул-Піауіенсі

| Бразилія | Це незавершена стаття з географії Бразилії. Ви можете допомогти проєкту, виправивши або дописавши її. |